# 苫小牧LPガス事業協同組合
苫小牧LPガス事業協同組合（とまこまいエルピーガスじぎょうきょうどうくみあい）は、北海道苫小牧市にあるプロパンガスを主力とする事業協同組合である。苫小牧市内のプロパンガス販売店16社が出資している。

## 沿革
- 1976年 - 「苫小牧プロパンガス事業協同組合」設立。
- 1994年 - 24時間対応のプロパンガスの緊急センター事業を開始。
- 2015年10月 - 「苫小牧LPガス事業協同組合」に名称変更。

## 主な供給先
- 苫小牧市内の公共施設や公営住宅団地
  - 東開町市営住宅
  - 沼ノ端中央市営住宅
  - 勇払市営住宅
  - 植苗市営住宅
  - 高丘市営住宅
  - 植苗道営住宅
  - 第二学校給食センター
  - のぞみコミュニティーセンター
  - 植苗ファミリーセンター
  - 苫小牧市立光洋中学校
  - 苫小牧市立和光中学校
  - 苫小牧市立拓勇小学校
  - 苫小牧市立ウトナイ小学校
  - 苫小牧市立青翔中学校
  - 苫小牧市立ウトナイ中学校
  - 苫小牧市立緑小学校
  - 苫小牧市立東小学校
  - 苫小牧市立東中学校

## 緊急センター
- 有資格者が24時間365日常駐して、契約している組合員のプロパンガス販売事業者の営業時間外における緊急時対応をおこなっている。
- 緊急時対応は警報器が作動していたり、ガス臭がする、ガスが使用できないなどの場合であり、各プロパンガス事業者の営業（例えば集金やガス器具の修理）に関することはセンターでは代行はしない。